# Hiéroglyphe égyptien B6
Le hiéroglyphe égyptien B6 (femme assise tenant un enfant) est classifiée dans la section B « La Femme et ses occupations » de la liste de Gardiner ; cet hiéroglyphe y est noté B6.

## Représentation
Il représente une femme assise dans un fauteuil, tenant un enfant sur ses genoux.

## Utilisation
| r · n · n | B6 |

| r · n · n | B6 |

| B5 |

| B5 |